# 11897 Lemaire
11897 Lemaire este o planetă minoră (asteroid), cu un diametru de 3,55 km, din centura de asteroizi. A fost descoperită pe 8 aprilie 1991 la Observatorul European Austral de Eric Walter Elst. 
Obiectul prezintă o orbită caracterizată de o semiaxă mare de 2,2664355 UAi, o excentricitate de 0,1080893, o înclinație de 5,18101 ° în raport cu ecliptica.